# Friggeråkers landskommun
Friggeråkers landskommun var en tidigare kommun i dåvarande Skaraborgs län.

## Administrativ historik
Kommunen inrättades i Friggeråkers socken i Gudhems härad i Västergötland när 1862 års kommunalförordningar trädde i kraft.
Vid kommunreformen 1952 uppgick landskommunen i Falköpings stad som 1971 ombildades till Falköpings kommun.